# 吳廷燁
吳廷燁（英語：Berg Ng，1960年12月12日—），原名吳玉壽，效力亞洲電視多年的性格實力演員，擅長飾演大魔頭、亦正亦邪、癡心情人，甚至懦弱小人物，代表作為ATV劇集《我和殭屍有個約會》三部曲，均與張文慈搭檔螢幕情侶，合襯程度為外界津津樂道。1998年度台慶頒獎禮，憑藉冷靜深沉的「堂本真悟」入圍「最佳男配角」五強，第二輯再度演繹外國人並擔當前半部Boss，列席「殭約」系列的三朝元老。近年轉向電影界及內地發展，能駕馭黑社會大佬、隱忍卧底、連環殺手、邪教教主等角色。

## 背景
早年在九龍慈雲山屋邨長大。

1982年，畢業於第十一期無綫電視藝員訓練班，獲安排參與TVB綜藝節目《碧波樂悠悠》，但因為感情問題鬧脾氣缺席演出，結果不獲簽約為旗下藝員，因此轉向報讀亞洲電視藝員訓練班，隨後多年效力ATV。

1990年代，隨著愈加精湛演技及內化人物塑造，於電視劇《碧血青天楊家將》、《精武門》、《千王之王重出江湖》、《國際刑警1997》、《呆佬賀壽》等均戲份吃重，直至代表作《我和殭屍有個約會》推出，在觀眾心中烙下不可磨滅的印象。1998年度台慶頒獎禮，憑藉外冷內熱的「堂本真悟」入圍「最佳男配角」五強。

2000年扮演《我和殭屍有個約會2》前半部的大歹角「堂本靜」，也是外表酷似混血外國的他再度演繹日本人。劇中與男主演尹天照是深仇大恨的敵人，但二人於戲外其實早於亞視訓練班上課時已愛一起搗蛋。「殭約」三部曲均與張文慈合演螢幕情侶，收工後同坐駕出雙入對，終於2004年傳出緋聞。

其後參與《電視風雲》、《騷東坡》、《吉祥任務》、《媽媽我真的愛你》、《爸爸兩邊走》等仍偶有出彩角色，2004年台慶與亞洲小姐表演跳舞。惟ATV自製劇集批量減產，因此日漸將重心轉往電影界及中國大陸。

2008年最後一次以外援身份，接拍亞洲電視班底最後一部斥資正劇《法網群英》飾演社團龍頭「賴德聰」，與盧海鵬於劇中為父子關係。同時亦會接拍香港電台電視部的外判劇目，飾演救護員等單元主角。

2010年代起，投身內地電視劇《陸小鳳之繡花大盜》、《義本同心》、《船娘雯蔚》、《新再見豔陽天》、《天涯明月刀》、《絕命追踪》、《天醒之路》、《哪吒降妖記》等僅為配角但仍有不俗表現。

2018年拍攝劇集《鐵探》，飾演最終反派「營長」，闊別36年後首次回歸也是首度在無綫自製戲劇亮相。

電影角色形象多數性格暴烈或心理變態，例《一千靈異夜之轉世邪靈》、《新家法》、《勾魂惡夢》、《街女》、《殺科》、《2046》、《借兵》、《無間道》、《機動部隊－人性》、《毒戰》等，最新代表作品為2023年《命案》。

儘管性格為人低調內斂，但在中港影視圈內結交不少好友，廣為人知的是蜚聲國際的電影圈演員梁朝偉。 2019年從半山寓所搬回黃大仙公屋居住，全因想照顧母親。

## 演出作品

### 電視劇（亞洲電視）
- 1984年：《武則天》飾 都　統
- 1984年：《諸葛亮》飾 石廣元
- 1984年：《四大名捕》 飾 司馬荒墳
- 1984年：《大千小傳》飾 阿　南
- 1984年：《雲海玉弓緣》
- 1984年：《101拘捕令第三輯之勇敢新世界》 飾 暴　強
- 1985年：《十兄弟》 飾 遁地八
- 1985年：《萍蹤俠影錄》 飾 明　兵
- 1986年：《滿堂紅》
- 1986年：《九月鷹飛》飾 西門十三
- 1986年：《越女劍》飾 齊　路
- 1986年：《濟公活佛》飾 阿　榮
- 1986年：《少林英雄》飾 惠　恩
- 1987年：《梟雄》
- 1987年：《貂蟬》
- 1987年：《成吉思汗》 飾 合撒兒
- 1988年：《法網柔情》飾 霍英傑
- 1988年：《滿清十三皇朝之雍正》飾 朱蓉鏡
- 1988年：《黑夜》 飾 鍾銘德
- 1988年：《夜琉璃》
- 1989年：《皇家儷人》 飾 韋兆基
- 1989年：《中國奇談》
- 1989年：《小白龍之「鋤奸記」》 飾 商承志
- 1989年：《皇家檔案之「紙月亮」》飾 Ray
- 1990年：《妙手神偷》飾 屈興仁
- 1990年：《我係Tuna Fi》 飾 K.K.
- 1991年：《劍三十》飾 王大娘（反串）
- 1991年：《再造繁榮》
- 1991年：《大都會鄉里》
- 1992年：《點解阿SIR係隻鬼》
- 1992年：《摩登七十二家房客》
- 1992年：《賭神秘笈》
- 1992年：《今裝戲寶之「難兄難弟」》飾 馬　仔
- 1993年：《鐵咀雞與扭紋柴》
- 1993年：《香港奇案之「血水箱」》飾 陳　石
- 1993年：《劍神不敗》飾 東瀛劍客
- 1993年：《槍神》
- 1993年：《中國教父》
- 1993年：《皇家警察實錄II》
- 1994年：《冬日驕陽》
- 1994年：《可憐天下父母心》
- 1994年：《洪熙官》 飾 碩　托
- 1994年：《碧血青天楊家將》 飾 龐　虎
- 1994年：《中國教父II再起風雲》
- 1995年：《新包青天之鬼面人》飾 張仲海
- 1995年：《新包青天之蝶影遺恨》飾 薛毓仁
- 1995年：《九王奪位》饰 「八阿哥」胤　禩
- 1995年：《精武門》飾 「大師兄」劉振聲
- 1996年：《千王之王重出江湖》飾 「榮總」榮照添
- 1996年：《殭屍道長II》飾 易小龍
- 1997年：《劍嘯江湖》飾 萬黑旗
- 1997年：《國際刑警1997》 飾 徐　飛
- 1997年：《著數一族》飾 戴學禮
- 1998年：《呆佬賀壽》 飾 甄常歡
- 1998年：《我和殭屍有個約會》飾 KEN 堂本真悟（第三男主角）
- 1999年：《英雄之廣東十虎》飾 周　泰
- 1999年：《海瑞鬥嚴嵩》飾 李　顯
- 2000年：《我和殭屍有個約會II》飾 堂本靜
- 2000年：《影城大亨》飾 徐　白
- 2000年：《電視風雲》飾 霍偉良（第二男主角）
- 2001年：《騷東坡》飾 李　定
- 2002年：《親子情未了》飾 洪　偉
- 2002年：《吉祥任務》飾 匡友維
- 2003年：《萬家燈火》 飾 吳廣仁
- 2003年：《暴風型警》飾 和　平
- 2004年：《媽媽我真的愛你》飾 陳　豹
- 2004年：《8號巴士站站情》
- 2004年：《異世驚情夢》飾 韓　瞻（古代）/ 程忠信（現代）
- 2004年：《我和殭屍有個約會III之永恆國度》 飾 Mr. X
- 2004年：《爸爸兩邊走》飾 楊永祥
- 2005年：《危險人物之「省港梟雄」》 飾 狄志鷹（單元主角）
- 2006年：《香港奇案實錄之「秀茂坪肥妹殺人事件」》/《死亡日記》
- 2010年：《法網群英》飾 賴德聰

### 電視劇（中國星集團）
- 1998年：《絕地蒼狼》

### 電視劇（無綫電視）
- 1982年：《天龍八部》飾 戒律僧（跑龍套）
- 1982年：《香城浪子》飾 學生（跑龍套))
- 1983年: 《鬼咁夠運》第12集飾舞台設計DESIGNER（跑龍套))
- 2019年：《鐵探》飾 鄧明陽

### 網絡劇
- 2016年：《無間道》 飾 張鋌（張Sir）｛2018年無綫電視翡翠台播放剪輯版｝
- 2019年：《PTU機動部隊》

### 電視劇（香港電台電視部）
- 2003年：《執法群英II》飾 黃志忠（偵緝警長）
- 2004年：《賭海迷徒》飾 張先生
- 2009年：《海關故事之「劍魚行動」》飾 陳福榮（毒品販運者）
- 2010年：《火速救兵之「護愛」》 飾 關禮仁（救護隊目）

### 電視劇（台灣）
- 1999年：《絕代雙驕》飾 杜　殺

### 電視劇（中國大陸）
- 2006年：《驚世情仇》飾 陸　猛
- 2007年：《陸小鳳之繡花大盜》飾 金九齡
- 2007年：《義本同心》飾 孟　龍
- 2008年：《船娘雯蔚》飾 趙向軍
- 2008年：《滴血深宅》飾 江一雄
- 2010年：《新再見豔陽天》飾 洛　平
- 2010年：《天生無才》
- 2010年：《聊齋3之庚娘》飾 王十八
- 2012年：《天涯明月刀》 飾 「玉面神醫」齊一心
- 2012年：《詠春傳奇》 飾 方天佑
- 2013年：《武間道》 飾  加藤
- 2015年：《絕命追踪》 飾 林雄
- 2016年：《醫館笑傳2》 飾 鄭載農
- 2017年：《新俠客行》(2014年拍攝) 飾 丁不四
- 2020年：《天醒之路》 飾 嚴瑾
- 2020年：《哪吒降妖記》 飾 妖族大帝

### 電影
- 1989年：法內情大結局
- 1991年：Beyond日記之莫欺少年窮
- 1991年：跛豪
- 1992年：一千靈異夜之轉世邪靈
- 1992年：一千靈異夜之護花使者
- 1992年：一千靈異夜之孽債危情
- 1992年：一千靈異夜之血咒
- 1993年：夢情人
- 1993年：綁架黃七輝
- 1994年：香港愛的故事之情人
- 1996年：去吧！揸Fit人兵團
- 1996年：衝鋒隊怒火街頭
- 1997年：愛上100%英雄
- 1998年：濠江風雲
- 1998年：B計劃
- 1998年：珠江恩仇記
- 1998年：驚天大賊王 飾 葉世官
- 1999年：新家法 飾 色魔雄
- 1999年：勾魂惡夢
- 2000年：街女
- 2000年：愛我別走
- 2001年：殺科 飾 哪吒
- 2001年：買兇拍人 飾 咖喱角
- 2002年：零二房間
- 2002年：無間道 飾 張Sir
- 2003年：黑白森林 飾 阿　包
- 2003年：無間道III之終極無間 飾 張警官
- 2004年：2046
- 2005年：借兵 飾 大師兄
- 2005年：黑社會 飾 何Sir
- 2006年：天行者 饰 坤　哥
- 2007年：跟蹤 飾 coolman
- 2008年：機動部隊－人性 飾 江　哥
- 2008年：阿飛 飾 阿　龍
- 2009年：復仇 飾 烏　鴉
- 2012年：大魔術師 飾 托　子
- 2013年：一代宗師 飾 廣東武林中人
- 2013年：毒戰 飾 仇　仔
- 2013年：掃毒 飾 黃順益
- 2016年：危城 飾 沈　淀
- 2016年：Good Take!
- 2019年：深夜食堂 飾 拳手
- 2021年：壞賬（鮮浪潮短片）
- 2023年：命案 飾 老差骨（第三男主角）

## 外部連結
- 吳廷燁在香港影庫上的簡介